# Hermann Schott
Simon Hermann Schott (* 5. April 1842 in Knittelsheim; † 25. November 1895 in Breslau, Provinz Schlesien) war ein deutscher Rechtswissenschaftler, Rechtshistoriker und Hochschullehrer.

## Leben und Wirken
Simon Hermann Schott studierte ab 1862 Rechtswissenschaft an der Königlichen Universität München und promovierte dort 1867 zum Dr. jur. Zunächst war er im Justizdienst tätig. 1871 habilitierte er sich an der Universität Heidelberg und lehrte dort bis 1877, zunächst als Privatdozent, seit 1875 als außerordentlicher Professor. Im Jahre 1877 wurde er ordentlicher Professor für Römisches Recht an der Christian-Albrechts-Universität zu Kiel. Dort wirkte er bis 1885, als er eine Professur an der Universität Dorpat annahm und zum russischen Staatsrat ernannt wurde. 1889 übernahm er schließlich eine Professur an der Universität Breslau.

## Schriften
- Die donatio propter nuptias. Mannheim 1867 (= Dissertation Universität Heidelberg).
- Der obligatorische Vertrag unter Abwesenden. Mohr, Heidelberg 1873 (= Habilitationsschrift Universität Heidelberg).
- Das Frachtrecht. In: Wilhelm Endemann (Hrsg.): Handbuch des deutschen Handels-, See- und Wechselrecht. Bd. III. Fues, Leipzig 1885, S. 284–612.
- De Ius prohibendi und die formula prohibitoria. Duncker & Humblot, Leipzig 1889.